# Túnel El Melón
El Túnel El Melón se encuentra en la Ruta 5 Norte y conecta las provincias de Quillota y Petorca de la Región de Valparaíso, Chile, a través de un ducto con dos vías con sentidos contrarios, a través de los cerros Las Estaquitas, Los Carcoles, Los Quillalles y El Espino. Con 2,52 km de longitud, el túnel, que permite evitar la cuesta El Melón de 8,5 kilómetros y 38 curvas, fue la primera obra pública adjudicada a privados bajo el sistema de concesiones en el país, en abril de 1993, y fue finalmente inaugurado el 13 de septiembre de 1995 por el presidente Eduardo Frei Ruiz-Tagle.
En octubre de 2018 se iniciaron los trabajos para la construcción del segundo túnel El Melón, que con sus dos nuevas pistas, permitirá la continuidad de la doble vía de la Ruta 5 en ese sector. El nuevo túnel, de 2,8 kilómetros de extensión, y cuyas pistas se utilizarán en dirección norte, mientras que el antiguo se utilizará en dirección sur, fue inaugurado el 22 de julio de 2021.